# 청솔초등학교 (경기)
청솔초등학교(청솔初等學校)는 대한민국 경기도 성남시 분당구에 있는 공립 초등학교이다.

## 학교 연혁
- 1994년 3월 1일 제1대 정우석 교장 취임
- 1994년 5월 1일 성남금곡국민학교 개교
- 1994년 6월 1일 6학급 편성
- 1994년 11월 18일 15학급 편성
- 1995년 2월 16일 제1회 졸업식 거행(1994학년도 남 63명, 여 70명 총 134명 졸업)
- 1995년 3월 1일 24학급 편성
- 1995년 6월 13일 30학급 편성
- 1995년 9월 1일 35학급 편성
- 1996년 2월 16일 제2회 졸업식 거행(1995학년도 남 158명, 여 163명 총 455명 졸업)
- 1996년 3월 1일 청솔초등학교로 교명 변경(경기도조례 제2647호)
- 1997년 2월 15일 제3회 졸업식 거행(1996학년도 남 190명, 여 177명 총 821명)
- 1997년 9월 1일 제2대 김종린 교장 취임
- 1998년 2월 17일 제4회 졸업식 거행 (1997학년도 남 216명, 여 202명 총 1239명 졸업)
- 1998년 3월 1일 55학급 편성
- 1999년 3월 1일 56학급 편성
- 1999년 9월 1일 제3대 김판선 교장 취임
- 2000년 2월 18일 제6회 졸업식 거행(1999학년도 남 186명, 여 187명 총 1955명 졸업)
- 2001년 2월 16일 제7회 졸업식 거행(2000학년도 남216명 여188명 총 2357명 졸업)
- 2001년 3월 1일 49학급 편성
- 2002년 2월 16일 제8회 졸업식 거행(2001학년도 남 200명, 여 189명 총 2746명 졸업)
- 2002년 3월 1일 47학급 편성
- 2003년 2월 18일 제9회 졸업식 거행(2002학년도 327명 총 3075명 졸업)
- 2003년 3월 1일 44학급 편성
- 2004년 2월 16일 제10회 졸업식 거행(2003학년도 367명 총 3442명 졸업)
- 2004년 3월 1일 경기도 성남교육청 영어교과 시범학교 지정
- 2004년 9월 1일 제4대 전봉렬 교장 취임
- 2005년 2월 18일 제11회 졸업식 거행(2004학년도 273명 총 3715명)
- 2006년 2월 17일 제12회 졸업식 거행(2005학년도 242명 총 4099명)
- 2007년 2월 14일 제13회 졸업식 거행(2006학년도 231명 총 4193명)
- 2008년 2월 15일 제14회 졸업식 거행(2007학년도 204명 총 4397명)
- 2008년 3월 1일 제5대 이우환 교장 취임
- 2009년 2월 13일 제15회 졸업식 거행(2008학년도 192명 총 4589명)
- 2010년 2월 13일 제16회 졸업식 거행(2009학년도 141명 총 4730명)
- 2010년 3월 1일 제6대 이범수 교장 취임
- 2010년 3월 1일 경기도 교육청 예절체험학습장 지정
- 2010년 9월 28일 해오름관 준공
- 2010년 11월 10일 영재학급 설립인가
- 2011년 2월 18일 제17회 졸업식(남 70명, 여 45명 계 115명 누계 4845명)
- 2011년 3월 1일 1학년 신입생 70명(남 30명, 여 40명)입학
- 2011년 3월 17일 20학급 편성(6학년 1개 학급 증설)
- 2012년 2월 16일 제18회 졸업식(남59, 여44명 계 103명 누계 4948명)
- 2012년 3월 1일 1학년 신입생 52명(남31명, 여21명)입학
- 2013년 2월 15일 제19회 졸업식(남52, 여43명 계 95명 누계5043명)
- 2013년 3월 1일 제7대 김진규 교장선생님 취임
- 2014년 3월 1일 경기도교육청 혁신학교 지정(2014~2017)운영
- 2014년 3월 1일 성남형교육 모델학교 지정(2014~2015)운영

## 참고 자료
- 청솔초등학교 - 한국교육학술정보원 학교알리미